# Pony Canyon
Pony Canyon, Inc. (яп. 株式会社ポニーキャニオン Кабу́сики га́йся пони́ кянио́н), также известная под сокращённым именем Ponycan (яп. ぽにきゃん  Пони́кян) — японская медиа компания, созданная 1 октября 1966 года. Занимается изданием музыки, DVD и VHS видео, фильмов, аниме и видеоигр. Является дочерней компанией японской медиа-группы Fujisankei Communications Group.
По результатам первой половины 2012 года Pony Canyon была на 10 месте среди производителей музыки по объёму физических продаж (синглы, альбомы, музыкальные DVD/Blu-ray) в Японии, упав на одну позицию по сравнению с 2011 годом.

## История
1 октября 1966 года компания Nippon Broadcasting System, которой тогда управлял управляющий директор Тацуро Исида, открыла новый отдел Nippon Broadcasting System Service, Inc. для продюсирования и продажи музыки японских артистов на аудионосителях для автомобильных проигрывателей. Отдел официально изменил своё название в 1970 году на Pony, Inc. — в соответствии с использованным ранее брендом «PONYPak» для выпускавшихся магнитофонных кассет формата Stereo 8 1967 года и «PONY» — для кассет 1968 года. Также компания начинает продажи видео и программного обеспечения. В это же время, в 1970 году, был основан другой японский звукозаписывающий лейбл Canyon Records Inc. 15 июля 1978 года, в квартале Куданкита, специального района Токио Тиёда, при стопроцентном участии Nippon Broadcasting System, начато строительство нового здания, известного как Тайяки здание (яп. たいやきビル таияки биру), в котором позже (до её закрытия 12 января 2012 года) располагалась студия HITOKUCHI-ZAKA STUDIO A&V. В 1982 году Pony, Inc. начинает выпуск интерактивного, игрового, мультимедийного контента, создавая собственные компьютерные игры под торговой маркой «Ponyca». В 1984 году компания выходит на лицензионные соглашения с крупнейшими зарубежными компаниями, такими как MGM/UA, Vestron Video, Walt Disney Home Video и Video BBC, и в 1985 году создаёт отделения в Нью-Йорке и Лондоне. Pony, Inc. подписывает лицензионные соглашения с A&M Records в 1986 году и Virgin Records в 1989. С момента создания бизнес-зоной Canyon Records были музыкальные записи и позже выпуск компакт-дисков, а специализацией Pony был выпуск записей на магнитных лентах, видеозаписей и программного обеспечения. 21 октября 1987 года компании Pony и Canyon объединяют свои операции, чтобы сформировать Pony Canyon, Inc.
Pony Canyon является одним из основных лидеров в музыкальной индустрии Японии, её исполнители регулярно находятся в топах японских чартов. Pony Canyon также отвечает за выпуск видеозаписей концертов, производство многих аниме сериалов и выпуск записей музыки к ним. В 1990 году Pony Canyon открыла пять дочерних компаний за пределами Японии. Одна из них, Skin, находилась в Сингапуре под управлением Джимми Ви и записывала местных англоязычных исполнителей, таких как Art Fazil, Chris Vadham, The Lizards' Convention, Humpback Oak и Radio Active. Помимо Сингапура, Pony Canyon также имела филиал на Тайване и совместное предприятие в Гонконге и Южной Корее под названиями Golden Pony и SAMPONY соответственно. Четыре из пяти дочерних компаний были закрыты в 1997 году в связи с азиатским финансовым кризисом, в результате чего только Малайзийское отделение продолжило свою работу. Впоследствии Гонконгское и Корейское отделения были восстановлены в качестве дочерних компаний, но корейское потеряло 16 % акций. В 2003 году пострадавшие от финансового кризиса филиалы Pony Canyon в Гонконге и Тайване были приобретены компанией Forward Music.
Как производитель видеоигр, Pony Canyon наиболее известна благодаря продюсированию серий игр Ultima от Origin Systems и Advanced Dungeons and Dragons от Strategic Simulations для игровой консоли Nintendo. Между 1986 и 1990 годами они произвели ремейки первых четырёх частей Ultima для платформ MSX 2 и NES. Обновлённые версии заметно улучшились благодаря полностью переписанному коду и новой графике. Библиотека видеоигр от Pony Canyon была выпущена в Северной Америке компанией FCI, американским партнёром Fujisankei Communications Group. Как производитель программного обеспечения, Pony Canyon никогда не пользовался успехом и часто подвергался критике. Последней их выпущенной игрой стал Virtual View: Nemoto Harumi для PlayStation 2 в июле 2003 года.
В 2006 году Fuji Television Network, Inc. становится основным акционером компании.
Сейчас Pony Canyon имеет штаб-квартиру в Токио, офисы в Малайзии и Южной Корее, а также владеет лейблом Flight Master. Они также распространяют релизы от итальянской студии танцевальной музыки Time S.p.A. во многих странах мира, в том числе в Японии и Италии. Всего в компании занято около 360 человек.
В сентябре 2014 года Pony Canyon открыла в Северной Америке лейбл распространения аниме Ponycan USA, целью которого является лицензирование их названия, для передачи потокового и домашнего видео в США и Канаде. Их домашние видео релизы будут распространяться исключительно Right Stuf Inc.

## Артисты
- +Plus
- A.B.C-Z
- Аи Маеда
- Айко
- Arashi (*перешли в J Storm в 2002 году)
- Aucifer (*1999 — 2000)
- Ая Уэто
- B1A4 (*корейская группа)
- Band-Maid
- Bangtan Boys (*корейская группа)
- Bananarama
- Берриз Кобо
- Blood Stain Child
- Buono! (*перешли в Zetima в 2011 году)
- BY-SEXUAL (*1990 — 1995)
- CHERRYBLOSSOM
- COMA-CHI
- °C-ute (*Pony Canyon представляет эту группу в Южной Корее)
- D-51
- Defspiral
- Ensemble Planeta
- Fahrenheit (*японский релиз)
- FireHouse
- FLAME
- HALO (*корейская группа)
- Hanako Oku
- Idoling!!!
- Jamil
- Като Кадзуки
- Джон Хуун
- Kokia (*1998 — 1999)
- Крева
- Ким Кэмпбэлл (*Япония)
- Lead
- Leaf Squad
- LM.C
- Mao Abe
- Сакико Мацуи (*пианистка, участница AKB48)
- MC Sniper
- Milky Bunny
- Мики Мацубара (*1979 — 1986)
- Микуни Симокава
- Маая Утида
- Original Love
- Ricki-Lee Coulter
- Roger Joseph Manning, Jr.
- ROMEO (*корейская группа)
- Show Luo
- S/mileage
- Sam Roberts
- Sexy Zone
- she
- Сидзука Кудо
- Sound Horizon
- SS501 (*корейская группа)
- SuG
- Taegoon
- TiA (*2011 — по настоящее время)
- Цукико Амано
- Van Ness Wu (*только японский альбом)
- Watarirouka Hashiritai
- w-inds.
- The Wild Magnolias (*один релиз)
- Ю Ямада
- Юки Сайто
- Юкико Окада
- Zeebra
- Marc van Roon (*Япония / Южная Корея)
- Татьяна Снежина (*Часть композиций, Россия)

## Видео игры
- Super Pitfall
- Bubble Ghost
- Dr. Chaos
- Jungle Wars 2 – Kodai Mahou Ateimos no Nazo
- Lunar Pool
- Penguin Land
- Super Pitfall
- Onyanko Town
- Onita Atsushi FMW
- Zanac
- Ultima I: The First Age of Darkness
- Ultima II: The Revenge of the Enchantress
- Ultima III: Exodus
- Ultima IV: Quest of the Avatar